# Народно-революционная армия Дальневосточной республики
Наро́дно-революцио́нная а́рмия Дальневосто́чной респу́блики (НРА ДВР) — вооружённые силы Дальневосточной республики (ДВР), созданные в марте 1920 года на базе частей Восточно-Сибирской советской армии. Главнокомандующий НРА назначался руководством РСФСР и подчинялся директивам Революционного военного совета РСФСР.

## История

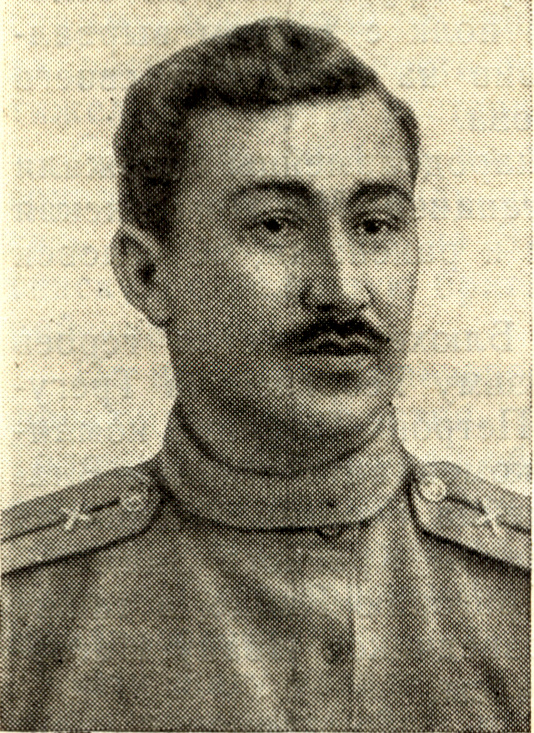
Пётр Луцков — начальник полевого штаба НРА ДВР (военный специалист).

С марта 1920 года именовались «НРА Прибайка́лья», с апреля 1920 года — «НРА Забайка́лья», с мая 1920 года — «НРА ДВР». В июне 1921 года был создан Генеральный штаб НРА.
Основной задачей, поставленной перед НРА, являлось возвращение Дальневосточного края Советской России и уничтожение белоповстанческих республик в Российской восточной окраине и Приамурья.
В апреле — мае 1920 года войска НРА дважды пытались изменить в свою пользу положение в Забайкалье, но из-за недостатка сил обе операции завершились безуспешно. К осени 1920 года японские войска, благодаря дипломатическим усилиям ДВР были выведены из Забайкалья, и в ходе третьей Читинской операции (октябрь 1920 года) войска Амурского фронта НРА и партизаны нанесли поражение белоповстанческим и казачьим войскам атамана Григория Семёнова, 22 октября 1920 года заняли Читу и в начале ноября завершили присоединение Забайкалья к ДВР. Дальневосточная армия и казачьи войска Дальнего Востока отошли в Приморье. В это же время японские войска эвакуировались из Хабаровска.
В мае — августе 1921 войска НРА совместно с частями советской 5-й отдельной армии и Монгольской народно-революционной армии (под командованием Сухэ-Батора) участвовали в боевых действиях на территории Монголии против белогвардейских войск под командованием генерал-лейтенанта Романа Унгерна фон Штернберга, вторгшихся в мае в Забайкалье. Отразив в ходе длительных оборонительных боёв нападение белогвардейцев, советские войска перешли в контрнаступление и в июле — августе завершили их разгром на территории Монголии, заняли её столицу Ургу (ныне Улан-Батор), а затем и всю страну. В результате этой операции обеспечена безопасность южного фланга ДВР, а Монголия была провозглашена Монгольской Народной Республикой.
26 мая 1921 года, при поддержке Японии, власть во Владивостоке и Приморье в результате переворота перешла к правительству, сформированному представителями белого движения и несоциалистических партий. Переговоры между ДВР и Японией об урегулировании отношений не дали результатов. В ноябре 1921 года началось наступление белоповстанческой армии из Приморья на север. 22 декабря белогвардейские войска заняли Хабаровск и продвинулись на запад до станции Волочаевка Амурской железной дороги. После того, как наступление белых было остановлено, они перешли к обороне на линии Волочаевка — Верхнеспасская, создав здесь укреплённый район.
5 февраля 1922 части НРА под командованием Василия Блюхера перешли в наступление, отбросили передовые части противника, вышли к укрепрайону и 10 февраля начали штурм Волочаевских позиций. Трое суток, при 35-градусном морозе и глубоком снежном покрове, бойцы НРА непрерывно атаковали противника, пока 12 февраля его оборона не была сломлена. 14 февраля НРА заняла Хабаровск.
4—25 октября 1922 была осуществлена Приморская операция — последняя крупная операция Гражданской войны. Отразив наступление белогвардейской Земской рати под командованием генерал-лейтенанта Михаила Дитерихса, войска НРА под командованием Уборевича перешли в контрнаступление. 8—9 октября штурмом был взят Спасский укрепрайон. 13—14 октября во взаимодействии с партизанами на подступах к Никольску (ныне Уссурийску) были разгромлены основные белогвардейские силы, а 19 октября войска НРА вышли к Владивостоку, где всё ещё находилось до 20 тыс. японских военнослужащих. 24 октября японское командование было вынуждено заключить соглашение с правительством ДВР о выводе своих войск с Дальнего Востока. 25 октября части НРА и партизаны вступили во Владивосток. Остатки белогвардейских войск эвакуировались за границу.
Приказом № 653 от 2 ноября 1922 года по войскам Народно-революционной армии Дальневосточной республики в городе Чита был сформирован Приморский корпус.
22 ноября 1922 года, после вхождения ДВР в РСФСР, НРА была переименована в 5-ю армию РККА, которой 1 июля 1923 года было присвоено наименование «Краснознамённой».

## Командование
| № | Имя                       | Фото | Начало полномочий | Конец полномочий |
| - | ------------------------- | ---- | ----------------- | ---------------- |
| 1 | Генрих Эйхе               |      | 17 марта 1920     | 21 января 1921   |
| — | Сергей Павлов (врио)      |      | 21 января 1921    | 21 февраля 1921  |
| 1 | Генрих Эйхе               |      | 21 февраля 1921   | 29 апреля 1921   |
| 2 | Василий Буров-Петров      |      | 30 апреля 1921    | 3 мая 1921       |
| — | Альберт Лапин (врио)      |      | 4 мая 1921        | 25 июня 1921     |
| 3 | Василий Блюхер            |      | 26 июня 1921      | 14 июля 1922     |
| 4 | Константин Авксентьевский |      | 15 июля 1922      | 16 августа 1922  |
| 5 | Иероним Уборевич          |      | 16 августа 1922   | 22 ноября 1922   |

| № | Имя                  | Фото | Начало полномочий | Конец полномочий |
| - | -------------------- | ---- | ----------------- | ---------------- |
| 1 | Пётр Пелёнкин        |      | 18 марта 1920     | 29 июня 1921     |
| 2 | Вячеслав Токаревский |      | 30 июня 1921      | 3 мая 1922       |
| 3 | Борис Фельдман       |      | 4 мая 1922        | 4 июля 1922      |
| 4 | Александр Шуваев     |      | 4 июля 1922       | 21 августа 1922  |
| 5 | Иван Смородинов      |      | 22 августа 1922   | 22 ноября 1922   |

| № | Имя            | Фото | Начало полномочий | Конец полномочий |
| - | -------------- | ---- | ----------------- | ---------------- |
| 1 | Василий Блюхер |      | …                 | …                |

## Знаки различия
| №                  | 1                                                                     | 2                                             | 3                         | 4                                  | 5                                          | 6                 |
| ------------------ | --------------------------------------------------------------------- | --------------------------------------------- | ------------------------- | ---------------------------------- | ------------------------------------------ | ----------------- |
| Нарукавная нашивка |                                                                       |                                               |                           |                                    |                                            |                   |
| Воинская должность | Народоармеец                                                          | Отделённый командир                           | Помощник командира взвода | Старшина роты                      | Взводный командир, помощник командира роты | Ротный командир   |
| №                  | 7                                                                     | 8                                             | 9                         | 10                                 | 11                                         | 12                |
| Нарукавная нашивка |                                                                       |                                               |                           |                                    |                                            |                   |
| Воинская должность | Командир отдельной роты, командир батальона, помощник командира полка | Командир отдельного батальона, командир полка | Бригадный командир        | Начальник дивизии, начальник штаба | Командующий армии                          | Главнокомандующий |